# Моделист-конструктор
«Моделист-конструктор» (МК, до 1966 г. — «Юный моделист-конструктор») — ежемесячный советский и российский популярный научно-технический журнал. Издаётся с августа 1962 года. В каждом номере журнала публикуются чертежи и схемы самых разнообразных конструкций — от приспособлений для домашнего хозяйства до самодельных микроавтомобилей и любительских самолётов (в этом плане журнал является единственным в стране), а также материалы по истории техники и движению самодеятельных конструкторов в стране и за рубежом. Авторами журнала являются как известные изобретатели и конструкторы, так и просто любители техники и народные умельцы.

## История
Первый выпуск альманаха под названием «Юный моделист-конструктор» вышел в августе 1962 года под напутствием авиаконструкторов А. Туполева, С. Ильюшина, а также космонавта Юрия Гагарина. До 1965 года «ЮМК» выходил нерегулярно и продавался только в сети «Союзпечати», подписки на него не было. Всего было издано 13 выпусков объемом 68 страниц, включая цветную вкладку. С 1966 года он стал ежемесячным подписным изданием и сменил название на «Моделист-конструктор». С 1995 года из отдельных рубрик выросли самостоятельные журналы-приложения «Авиаколлекция», «Морская коллекция», «Технохобби», «Бронеколлекция», с 1996 года — «Мастер на все руки».

## Значение
Журнал способствовал развитию и распространению технического творчества среди населения страны, а также популяризации таких видов спорта и моделирования как картинг, багги, трассовый моделизм, самодеятельное автостроение, любительское конструирование планеров и сверхлёгких самолётов, веломобилей и одномоторной техники, средств малой механизации для садов и огородов.

## Рубрики
- «Общественное конструкторское бюро» — разработки читателей по предложенным редакцией заданиям
- «Малая механизация» — самодельные механизмы для приусадебного участка
- «Клуб домашних мастеров» — самоделки для быта
- «На земле, в небесах и на море» — описания исторических образцов военной техники
- «Авиалетопись» — история советской авиации
- «Страницы истории» — статьи об этапных технических разработках
- «Морская коллекция» — история боевых кораблей по классам
- «Бронеколлекция» — история танков с чертежами типичных образцов
- «В мире моделей» — описания спортивных моделей всех классов
- «Советы моделисту» — технологические приемы при постройке моделей
- «Электроника для начинающих» — статьи об азах радиоэлектроники и простейших самодельных устройствах
- «Компьютер для вас» — статьи по аппаратной и программной части самодельных ЭВМ